# Henry Cavendish
Henry Cavendish (Niça, 10 d'octubre de 1731 - Londres, 24 de febrer de 1810), fou un físic i químic britànic que treballà en gravitació, electroestàtica i química de l'aigua i de l'aire. Es considera el descobridor de l'hidrogen i realitzà un dels primers càlculs seriosos de la densitat de la Terra.

## Biografia
Els seus pares pertanyien a una família rica i respectada de la noblesa anglesa, en concret el seu pare, Lord Charles Cavendish era duc de Devonshire. Als 11 anys entrà a estudiar a l'escola de Newcome (a Hackney) i als 18 anys (1749) ingressà a la Peterhouse de la Universitat de Cambridge. En aquesta època va destacar per ser un alumne aplicat, molt tímid i reservat.
Els seus primers treballs feien referència a la calor específica de les substàncies. L'any 1766 va descobrir les propietats de l'hidrogen. Destacà descobrint la composició de l'aigua: va dir que l'aigua estava composta d'aire deflogistitzat (és a dir, oxigen) unit a flogist (hidrogen). És autor del tractat Factitious Airs en el qual analitza la composició de l'aire i exposa el seu descobriment de l'hidrogen.
En el seu treball Experiences to determine the density of the Earth (1789) determinà que la densitat de la Terra era 5,45 vegades major que la densitat de l'aigua, un càlcul molt proper a la relació establerta per les tècniques modernes (5,5268). Cavendish també va determinar la densitat de l'atmosfera i va realitzar importants investigacions referents al corrent elèctric.
Cavendish va demostrar experimentalment que la llei de la gravitació universal d'Isaac Newton es complia igualment per a qualsevol parell de cossos. Per a això utilitzà una balança de torsió en un conegut experiment, actualment anomenat «experiment de Cavendish», en el qual determinà el valor de la constant de gravitació universal, G = 6,67·10−11 m³s−2kg−1), fent possible el càlcul de la massa de la Terra i d'altres cossos del sistema solar.
Fou un dels fundadors de la moderna ciència de l'electricitat, encara que gran part dels seus descobriments van romandre ignorats durant un segle. Proposà la llei d'atracció entre càrregues elèctriques (actualment coneguda com a llei de Coulomb) i utilitzà el concepte de potencial elèctric. Cavendish no comptava amb els instruments adequats per a les seves investigacions, de manera que mesurava la mesura de la força d'un corrent elèctric d'una forma directa: ell mateix s'hi sotmetia i calculava la intensitat pel dolor.
Ingressà com soci de la prestigiosa Royal Society l'any 1803. En l'àmbit personal era solitari, misogin i excèntric; va pertànyer a la Societat Lunar de Birmingham, un grup d'amics científics (ells mateixos s'anomenaven «els llunàtics») que donaren aquest nom al seu club perquè es reunien les nits de Lluna plena (pel que sembla, per poder tornar a casa tard, després de les reunions, il·luminats per la dèbil claror lunar). En aquesta curiosa societat científica es desenvoluparen uns quants dels principals experimentadors anglesos, com per exemple el químic Joseph Priestley, íntim amic de Cavendish, James Watt (inventor de la màquina de vapor), l'astrònom William Herschel o Erasmus Darwin, entre d'altres.
Després de la seva mort el 1810, als quasi 80 anys, deixà nombroses notes, caixes plenes d'experiments de tota classe (molts d'ells elèctrics) i una gran fortuna. El Cavendish Laboratory i la càtedra Cavendish a la Universitat de Cambridge, instal·lats al Departament de Física i fundats el 1874, reben el nom en el seu honor i van ser fundats després d'una important donació de diners per part de William Cavendish.

## Densitat de la Terra
Després de la mort del seu pare, Henry va comprar una altra casa a la ciutat i també una casa a Clapham Common (construïda per Thomas Cubitt), en aquella època al sud de Londres. La casa de Londres contenia la major part de la seva biblioteca, mentre que ell guardava la majoria dels seus instruments a Clapham Common, on va dur a terme la majoria dels seus experiments. El més famós d'aquests experiments, publicat el 1798, va ser per determinar la densitat de la Terra i es va conèixer com l'experiment de Cavendish. L'aparell que Cavendish va utilitzar per pesar la Terra era una modificació de la balança de torsió construïda per l'anglès i geòleg John Michell, que va morir abans que pogués començar l'experiment. L'aparell va ser enviat en caixes a Cavendish, que va completar l'experiment entre 1797 i 1798 i va publicar els resultats.
L'aparell experimental consistia en una balança de torsió amb un parell d'esferes de plom de 2 polzades de 1,61 lliures suspeses del braç d'una balança de torsió i dues boles de plom estacionàries molt més grans (350 lliures). Cavendish pretenia mesurar la força d'atracció gravitatòria entre ambdós. Va notar que l'aparell de Michell seria sensible a les diferències de temperatura i als corrents d'aire induïts, així que va fer modificacions aïllant l'aparell en una habitació separada amb controls externs i telescopis per fer observacions.
Amb aquest equip, Cavendish va calcular l'atracció entre les boles a partir del període d'oscil·lació de la balança de torsió, i després va utilitzar aquest valor per calcular la densitat de la Terra. Cavendish va trobar que la densitat mitjana de la Terra és 5,48 vegades més gran que la de l'aigua. John Henry Poynting va assenyalar més tard que les dades haurien d'haver conduït a un valor de 5,448, i, de fet, aquest és el valor mitjà de les vint-i-nou determinacions que Cavendish va incloure en el seu article. El nombre publicat es va deure a un simple error aritmètic per part seva. El que va ser extraordinari de l'experiment de Cavendish va ser la seva eliminació de totes les fonts d'error i tots els factors que podien pertorbar l'experiment, i la seva precisió a l'hora de mesurar una atracció sorprenentment petita, només 1/50.000.000 del pes de les boles de plom. El resultat que va obtenir Cavendish per a la densitat de la Terra es troba dins de l'1 per cent de la xifra acceptada actualment.
El treball de Cavendish va portar a altres a valors precisos per a la constant gravitatòria (G) i la massa de la Terra. A partir dels seus resultats, es pot calcular un valor per a G de 6,754 × 10−11 Nm²/kg 2, que es compara favorablement amb el valor modern de 6,67428 × 10−11 Nm 2/kg2.
Els llibres sovint descriuen el treball de Cavendish com una mesura de G o de la massa de la Terra. Com que aquestes estan relacionades amb la densitat de la Terra per una xarxa trivial de relacions algebraiques, cap d'aquestes fonts està equivocada, però no coincideixen amb l'elecció exacta de la paraula de Cavendish, i aquest error ha estat assenyalat per uns quants. autors. L'objectiu declarat de Cavendish era mesurar la densitat de la Terra.
La primera vegada que la constant va rebre aquest nom va ser l'any 1873, gairebé 100 anys després de l'experiment de Cavendish. Els resultats de Cavendish també donen la massa de la Terra.

## Personalitat i llegat
Cavendish va heretar dues fortunes tan grans que Jean-Baptiste Biot l'anomenava «el més ric de tots els savis i el més coneixedor dels rics». A la seva mort, Cavendish era el major dipositant al Banc d'Anglaterra. Era un home tímid que es trobava incòmode en la societat i ho evitava quan podia. Només podia parlar amb una persona alhora, i només si la persona era coneguda per ell i per un home. Conversava poc, sempre vestit amb un vestit passat de moda i no va desenvolupar cap vincle personal profund conegut fora de la seva família. Cavendish era taciturn i solitari i molts el consideraven excèntric. Es comunicava amb les seves criades només mitjançant notes. Per cert, Cavendish tenia una escala posterior a casa seva per evitar trobar-se amb la seva mestressa, perquè era especialment tímid amb les dones. Els relats contemporanis de la seva personalitat han portat uns quants comentaristes moderns, com Oliver Sacks, a especular que tenia un trastorn de l'espectre autista.
La seva única sortida social era el Royal Society Club, els membres del qual sopaven junts abans de les reunions setmanals. Cavendish poques vegades es va perdre aquestes reunions i va ser profundament respectat pels seus contemporanis. No obstant això, la seva timidesa va fer que aquells que «busquen les seves opinions... parlessin com si fossin un lloc vacant. Si els seus comentaris fossin... dignes, podrien rebre una resposta murmurada, però la majoria de les vegades escoltaven un grinyol enfadat (la seva veu sembla haver estat aguda) i es girarien per trobar un lloc vacant real i la visió de Cavendish. fugint per trobar un racó més tranquil». Les opinions religioses de Cavendish també eren considerades excèntriques per a la seva època. Es considerava agnòstic. Com comenta el seu biògraf, George Wilson, «pel que fa a la religió de Cavendish, no era res de res».
La disposició de la seva residència només reservava una fracció d'espai per a la comoditat personal, ja que la seva biblioteca estava aïllada, les habitacions superiors i la gespa eren per a l'observació astronòmica i el seu saló era un laboratori amb una forja en una sala contigua. També li agradava col·leccionar mobles de qualitat, exemplificat per la seva compra d'un conjunt de «deu cadires de fusta setinada amb incrustacions amb un sofà de potes cabriole a joc».
A causa del seu comportament asocial i secret, Cavendish sovint evitava publicar el seu treball, i gran part de les seves troballes no es van explicar ni tan sols als seus col·legues científics. A finals del segle xix, molt després de la seva mort, James Clerk Maxwell va revisar els documents de Cavendish i va trobar observacions i resultats pels quals s'havien donat crèdit a altres. Exemples del que es va incloure en els descobriments o anticipacions de Cavendish van ser la llei de les proporcions recíproques de Richter, la llei d'Ohm, la llei de les pressions parcials de Dalton, els principis de conductivitat elèctrica (inclosa la llei de Coulomb) i la Llei de Charles i Gay-Lussac. Un manuscrit «Calor», datat provisionalment entre 1783 i 1790, descriu una «teoria mecànica de la calor». Fins ara desconegut, el manuscrit va ser analitzat a principis del segle XXI. L'historiador de la ciència Russell McCormmach va proposar que «Calor» és l'única obra del segle XVIII que prefigura la termodinàmica. El físic teòric Dietrich Belitz va concloure que en aquest treball Cavendish «va encertar essencialment la naturalesa de la calor».
Mentre Cavendish realitzava el seu famós experiment de densitat de la Terra en una dependència al jardí de la seva finca Clapham Common, els seus veïns assenyalaven l'edifici i deien als seus fills que era on es pesava el món. En honor als èxits d'Henry Cavendish i a causa d'una dotació concedida pel parent d'Henry, William Cavendish, setè duc de Devonshire, el laboratori de física de la Universitat de Cambridge va ser nomenat Laboratori Cavendish per Maxwell, el primer professor de física de Cavendish i admirador del treball de Cavendish.